# یوتی‌سی ۱:۰۰+
| آبی روشن | زمان اروپای غربی (یوتی‌سی ۰۰:۰۰+)                                             |
| آبی      | زمان اروپای غربی (یوتی‌سی ۰۰:۰۰+) زمان تابستانی اروپای غربی (یوتی‌سی ۰۱:۰۰+)   |
| قرمز     | زمان اروپای مرکزی (یوتی‌سی ۰۱:۰۰+) زمان تابستانی اروپای مرکزی (یوتی‌سی ۰۲:۰۰+) |
| بژ       | زمان اروپای شرقی (یوتی‌سی ۰۲:۰۰+) ساعت تابستانی اروپای شرقی (یوتی‌سی ۰۳:۰۰+)   |
| زرد      | زمان شرق دور اروپا (یوتی‌سی ۰۳:۰۰+)                                           |
| سبز روشن | زمان مسکو (یوتی‌سی ۰۴:۰۰+)                                                    |

| سیاه    | یوتی‌سی ۱:۰۰-: زمان کیپ ورد                                                                       |
| سبز     | ساعت هماهنگ جهانی: ساعت گرینویچ                                                                  |
| آبی     | یوتی‌سی ۱:۰۰+: زمان اروپای مرکزی · زمان غرب آفریقا                                                |
| قرمز    | یوتی‌سی ۲:۰۰+: زمان شرق اروپا · زمان آفریقای مرکزی · ساعت رسمی مصر · زمان استاندارد آفریقای جنوبی |
| زرد     | یوتی‌سی ۳:۰۰+: زمان شرق آفریقا                                                                    |
| خاکستری | یوتی‌سی ۴:۰۰+: زمان موریس · زمان سیشل                                                             |

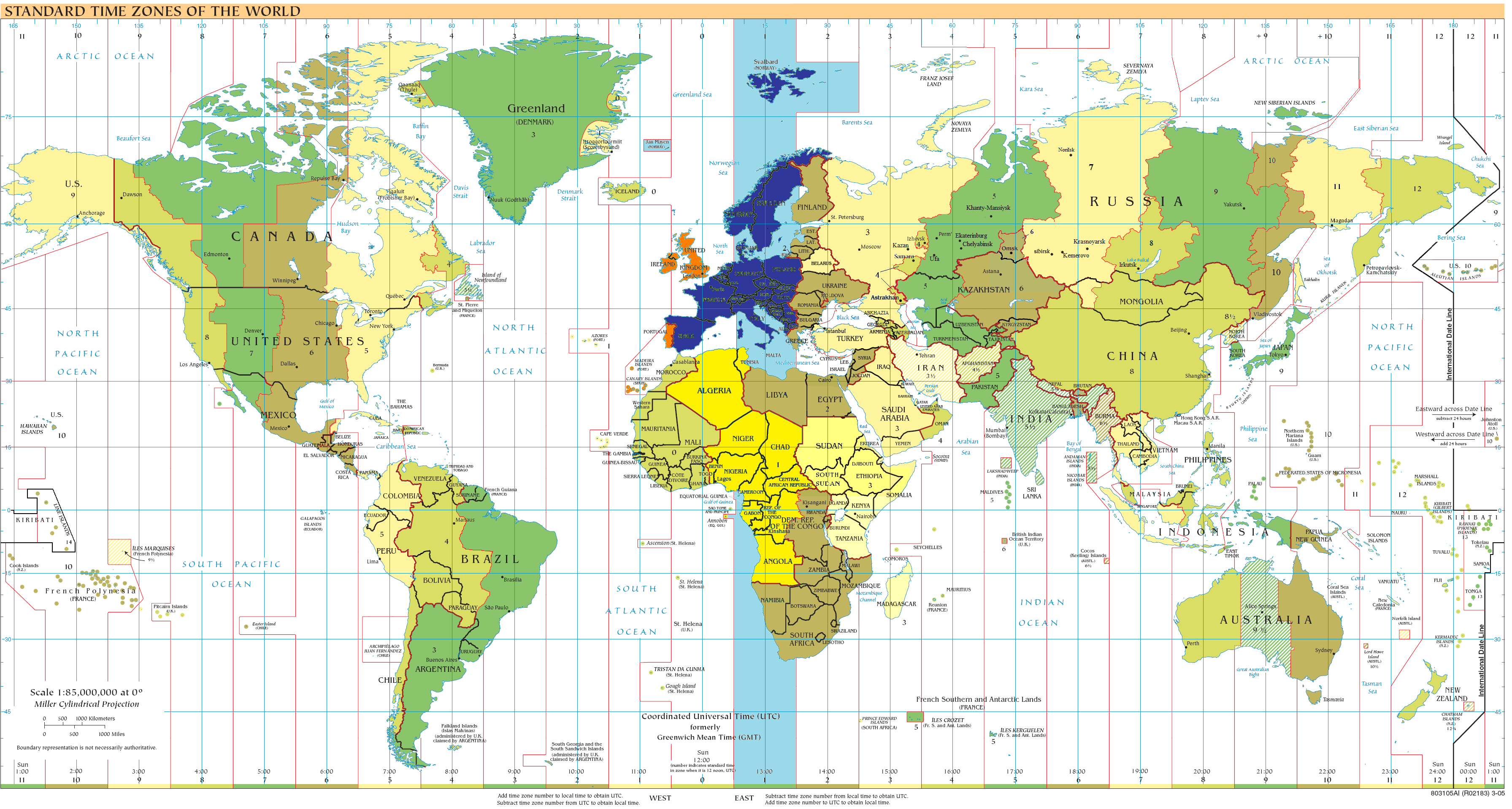
UTC+۰۱: آبی (ژانویه), نارنجی (ژوئیه), زرد (تمام سال), آبی روشن - محدوده دریا

هم‌اکنون زمان‌بندی گرینویچ به علاوه۱:۰۰+ (به انگلیسی: UTC+01:00) برای اندازه‌گیری زمان کاربرد دارد.

## استفاده
- مرکز اروپا
- غرب آفریقا
- زمان تابستانه اروپای غربی
  - زمان تابستانه بریتانیا
  - زمان تابستانه ایرلند
- زمان استاندارد رومنس (صفحه تنظیمات ویندوز شرکت مایکروسافت)
- زمان اینترنت سواچ

## زمان استاندارد در تمام سال
- الجزایر
- آنگولا
- بنین
- کامرون
- جمهوری آفریقای مرکزی
- چاد
- جمهوری کنگو
- جمهوری دموکراتیک کنگو:
  - استان باندوندا
  - بس-کنگو
  - اکواتور
  - کینشاسا
- گینه استوایی
- گابن
- مراکش
- نیجر
- نیجریه
- تونس

## زمان استاندارد نیمکره شمالی
- آلبانی
- آندورا
- اتریش
- بلژیک
- بوسنی و هرزگوین
- کرواسی
- جمهوری چک
- دانمارک
- فرانسه
- آلمان
- جبل طارق (انگلستان)
- مجارستان
- ایتالیا
- لیختن‌اشتاین
- لوکزامبورگ
- جمهوری مقدونیه
- مالت
- موناکو
- مونته‌نگرو
- هلند
- نروژ، شامل:
  - سوالبارد و یان ماین
- لهستان
- سن مارینو
- صربستان
- اسلواکی
- اسلوونی
- اسپانیا - به جز جزایر قناری
- سوئد
- سوئیس
- واتیکان

## زمان استاندارد نیمکره جنوبی
- جزیره بووه

## وقت تابستانی نیمکره شمالی
- آلدرنی
- فارو
- گرنزی
- هرم (جزیره)
- جزیره ایرلند
- جزیره من
- جرزی
- پرتغال - به جز آزور
- سرک (جزیره)
- اسپانیا - جزایر قناری فقط
- بریتانیا (GMT / BST)